# Генеральна округа Дніпропетровськ
Генера́льна окру́га Дніпропетро́вськ (нім. Generalbezirk Dnjepropetrowsk) — адміністративна одиниця, що існувала на території сучасних Дніпровської, Запорізької та Херсонської областей у часи Другої світової війни, з 25 серпня 1941 до 25 жовтня 1943 року. Входила до складу Райхскомісаріату Україна. 

## Адміністративно-територіальний устрій
Генеральною округою керувала німецька адміністрація — генеральний комісаріат.
Центр генеральної округи — місто Дніпропетровськ.
Станом на 1 вересня 1942 року у генеральній окрузі було 20 округ або ґебітів (нім. Kreisgebiete):
- Бердянський ґебіт — місто Бердянськ
- Верхньодніпровський ґебіт — поселення Верхньодніпровськ
- Гальбштадтський ґебіт — місто Гальбштадт (колишнє Молочанськ)
- Кам'янський міський ґебіт — місто Кам'янське (колишнє Дніпродзержинськ)
- Дніпропетровський земельний ґебіт — місто Дніпропетровськ
- Дніпропетровський міський ґебіт — місто Дніпропетровськ
- Запорізький міський ґебіт — місто Запоріжжя
- Кам'янсько-Дніпровський ґебіт — поселення Кам'янка-Дніпровська
- Криворізький земельний ґебіт — місто Кривий Ріг
- Криворізький міський ґебіт — Кривий Ріг
- Нікопольський ґебіт — місто Нікополь
- Новомосковський ґебіт — місто Новомосковськ
- Оріхівський ґебіт — місто Оріхів
- Павлоградський ґебіт — місто Павлоград
- Петриківський ґебіт — поселення Петриківка
- Покровський ґебіт — поселення Покровське
- Пологівський ґебіт — місто Пологи
- П'ятихатський ґебіт — поселення П'ятихатки
- Синельниківський ґебіт — місто Синельникове
- Хортицький ґебіт — поселення Верхня Хортиця

1 серпня 1942 Дніпродзержинський ґебіт перейменовується на Каменський міський ґебіт.
Генеральний комісар — Ніколаус (Клаус) Зельцнер, який керував беззмінно.

## Освіта

### Дошкільна освіта
11 травня 1942 р. генеральний комісар генеральної округи Дніпропетровськ К. Зельцнер та оберрегірунгсрат Ейбель видали розпорядження міським та обласним комісарам негайно організувати дошкільні заклади на час збору врожаю, які б охопили дітей віком від 2 до 7 років. Основною метою цього розпорядження було залучити до роботи жінок, зайнятих вихованням дітей удома, а отже, максимально використати всю наявну робочу силу. Крім того, дошкільні заклади виховання були покликані стати першою сходинкою до потрібного окупантам ідеологічного виховання дітей та їхньої трудової підготовки. Для цього малечу в дитячому садку ознайомлювали з технікою виконання основних видів літньої роботи у громадському господарстві: поління, боротьба зі шкідниками, збір ранньої городини й садовини, переробка цих продуктів, жнива, молотьба, збирання лікарських рослин. Шляхом спостереження діти ознайомлювалися з роботою різних сільськогосподарських машин, брали посильну участь у роботах дорослих: допомагали збирати городину, садовину та колоски.
У Дніпропетровську діяло 19 дитячих садків і ясел. Загальна кількість малюків, які їх відвідували, на червень 1942 р. становила 1123 особи й приблизно стільки само влада передбачала до них додати. У Запоріжжі можна говорити про постійну роботу, у різні часові проміжки, від 5 до 8 дитячих садків, двох ясел і дитячого будинку для безпритульних. Міська управа утримувала дітей у садках і яслах та сплачувала частину коштів за їхнє харчування.
Дитсадки і ясла були як постійними, так і літніми (сезонними). Для літніх дитсадків використовували, насамперед, шкільні приміщення та місцеві вчительські сили, вільні в цей час від навчання. Якщо необхідні педагогічні кадри в селах були відсутні, то їх відряджали з міст. На допомогу вчителям дозволяли залучати учениць 14-15 років, яких шкільний відділ мав підготувати до 31 травня 1942 р. Для цього перед методистами шкільного відділу було поставлено завдання — розробити необхідні плани для роботи дитячих садків та ясел, а саме: розпорядок дня, заняття та ігри з дітьми, фізичне виховання дітей та матеріал про надання допомоги дітям під час захворювання. У разі відсутності шкільного приміщення підшукували інше житло, де не жили люди, та забезпечували його столами, табуретками тощо на випадок поганої погоди. Посуд та інше необхідне устаткування збирали з окремих родин. Поспіх у створенні дошкільних закладів виховання давав негативні результати. Нерідко питання відкриття дитячих ясел та садків розв'язувалося без відома районного відділу охорони здоров'я, тому доволі часто у дитсадках були неналежні санітарно-гігієнічні умови. Пізніше старостам громадських господарств, керівникам держгоспів та старостам сільських управ без погодження й дозволу райздороввідділу заборонили відкривати дитячі заклади. Всі дитсадки та ясла підлягали систематичному санітарному догляду. Всі їхні співробітники, а також діти, які їх відвідували, повинні були пройти медичне обстеження та зробити щеплення. Звичайно, реалізувати такі, б здавалося, прості й природні вимоги в умовах окупації було вкрай важко, особливо в селах.

### Вища освіта
Основною засадою поновлення роботи вищих освітніх закладів стало зосередження матеріальних ресурсів, оснащення і кадрів кількох колишніх вишів навколо одного нового базового навчального закладу.
22 вересня 1941 р. було створено Дніпропетровський український державний університет (ДУДУ) шляхом об'єднання колишнього Дніпропетровського університету (який перед окупацією налічував 1887 студентів), медичного інституту (3500 студентів), сільськогосподарського інституту (374 студенти), інституту іноземних мов (400 студентів) і фармацевтичного інституту (300 студентів). Разом всі ці навчальні заклади до окупації налічували 6461 студент, 17 факультетів, 152 кафедри і 1179 співробітників, з яких професорів було 78, доцентів — 312, асистентів — 327. У свою чергу, в дозволеному нацистськими загарбниками ДУДУ 11 листопада 1941 р. навчалися 141 студент на історико-географічному факультеті (завідувач О. Семенюта), 338 осіб на філологічному факультеті, що складався з відділу української філології та відділу німецької філології (завідувач В. Ващенко), та ще 645 слухачів курсів німецької мови, 1380 студентів на медичному факультеті (завідувач В. Архангельський) і 313 — на фармацевтичних курсах, 112 осіб — на сільськогосподарському факультеті (завідувач X. Класен), 107 — на фізико-математичному факультеті (завідувач Д. Натров), 61 людина навчалася на хімічному факультеті (завідувач В. Степанова), 112 осіб — на біологічному факультеті (завідувач О. Бондарів), що становило разом близько 3200 осіб. Працювали 41 професор, 94 доценти, 151 асистент. Одначе вже у лютому 1942 р. кількість студентів скоротилася до 2577 осіб, з них 1210 були жителями Дніпропетровська, 1178 — приїжджі та 189 — з Амур-Нижньодніпровська. Зросла кількість професорів (до 43 осіб), але поменшало доцентів (до 71 особи) і асистентів (до 136 осіб). Дніпропетровський український державний університет був покликаний готувати вчителів середньої школи, молодший науковий персонал вищих шкіл, наукових працівників, практичних робітників різних галузей господарства та культури (лікарів, фармацевтів, агрономів, лаборантів, перекладачів тощо). При університеті, за згодою обласної управи, відбувалася підготовка до відкриття богословського відділу. Намічалося проведення короткострокових курсів для підготовки священиків та дияконів, але це так і не здійснилося. Проте у березні 1942 р. від обласної управи було одержано дозвіл на відкриття при ДУДУ курсів зубних лікарів. Планувалося підготувати до випускних екзаменів 14 студентів старшого курсу колишньої зуболікарської школи. Крім цього, при університеті працювали курси з підготовки директорів і головних механіків збережених німцями машинно-тракторних станцій. Ті курси влаштувало Головне управління машинно-тракторних станцій Дніпропетровського генерального комісаріату. На курсах навчалося понад 60 інженерів і техніків, які раніше працювали здебільшого у промисловості, а за умов окупації перенавчалися для роботи у сільському господарстві. Підготовка курсистів велася на базі наявного устаткування кафедри механізації сільськогосподарського факультету ДУДУ. У серпні 1942 р. передбачався перший випуск нових фахівців.
Першорядним напрямом роботи новоствореного університету стала підготовка фахівців медичних спеціальностей, які становили майже 42 % від загальної чисельності студентів ДУДУ. Лікарі були конче потрібні новій владі протягом усього періоду окупації і не лише у межах генеральної округи Дніпропетровськ чи райхскомісаріату Україна, вони були необхідні також для вивозу в Німеччину, тому їх підготовці приділялася неабияка увага. З цих причин IV—V курси медичного факультету розпочали навчання вже 25 жовтня 1941 р., III курс цього факультету — 5 листопада 1941 р., а всі інші факультети — 10 листопада. Навіть коли, за розпорядженням генерального комісара, навчання у всіх вишах міста було зупинено, за повідомленням «Дніпропетровської газети», V курс медичного факультету ДУДУ працював і проводив навчання увесь час за нормальним робочим планом. У неопалюваних приміщеннях, коли надворі було під 30 градусів морозу, за відсутності наукового приладдя і підручників, заняття на медичному факультеті не припинялися. Іспити медиків відбулися у присутності представників німецької влади. Складали їх 122 студенти, з яких здобули звання лікаря 117 осіб. Тим, хто не склав іспити, дозволили скласти додаткові. На території Дніпропетровської та Запорізької областей повинні були лишитися працювати ті молоді лікарі, які походили з цих областей, а також вихідці з областей, у яких ще не було цивільної німецької влади. Інші могли виїжджати у рідну місцевість, якщо цьому не перешкоджала воєнна обстановка. Близько 15 осіб за призначенням керівництва університету вирушали для роботи у лікарні міста. Одначе вже 12 червня 1942 р. у приміщенні Дніпропетровського музично-драматичного театру відбулося другі загальноміські збори лікарів, на яких були присутні близько 300 осіб з числа професорів, старих відомих медичних фахівців, молодих лікарів і випускників інституту 1942 року. На зборах завідувач медичного відділу генерального комісаріату доктор медицини Гранер сповістив про обов'язкову мобілізацію 225 лікарів. Було заплановано 200 лікарів відіслати 21 червня 1942 р. у спеціальному потязі у м. Єна, що в Тюрингії. При Єнському університеті українські лікарі мали прослухати 2-місячні курси про німецьку охорону здоров'я, німецькі закони у цій галузі та систему страхування. Після курсів кожен лікар закріплявся за певним заводом. Інших 25 лікарів планували відрядити в Німеччину поодинці як супровідників транспортних потягів з робітниками, а потім — закріпити за таборами Німеччини. Кожного такого лікаря повинні були супроводжувати для майбутньої допомоги у його лікарні три медсестри або фельдшерки. Документи свідчать про те, що німецькій адміністрації не вдалося виконати цей план мобілізації лікарів повністю, адже 21 червня 1942 р. в Тюрингію виїхали тільки 118 лікарів. Причини зриву плану невідомі.
Потреба у лікарях зумовила продовження навчання на медичному факультеті протягом 1942/43 навчального року тоді, як інші факультети роботу припинили. Навчання медиків проводилося у вигляді консультацій. У травні 1943 р. студентам- чоловікам та двом студенткам IX семестру, які вже пропрацювали на час іспитів у військових лазаретах, дозволили скласти держіспити на отримання диплому.
Що стосується інших спеціальностей, то 4 червня 1942 р. університет випустив 5 студентів історико-географічного факультету, 12 біологів та 7 хіміків. Подальших випусків цих спеціальностей в окупаційний час не проводилося.
Нацистські окупанти дозволили навчатися в ДУДУ на початку окупації майже 50 % студентів порівняно зі сукупною чисельністю студентства, наявною у вищих навчальних закладах, з яких університет було створено. З лютого 1942 р. кількість студентів поступово меншає, а навчання переходить спершу на консультативну форму, а згодом, з вересня 1942 р., взагалі припиняється, за винятком медичного факультету.
Утримання університету потребувало порівняно з Дніпропетровським політехнічним інститутом і Дніпропетровським інститутом інженерів транспорту найбільших капіталовкладень. Приміром, у I кварталі 1942 р. на це необхідно було 659 тисяч крб., тоді як надходження навчального закладу за той самий період без бюджетного фінансування становили всього 100 тис. карбованців.
За розпорядженням управління праці під час канікул усі студентки політехнічного інституту та студенти університету, крім медиків, незалежно від того, чи працювали вони деінде чи ні, повинні були залучатися до сільськогосподарських робіт. Направляли їх головним чином у народні господарства Солонянського та Дніпропетровського приміського районів. Студенти-чоловіки всіх курсів і всіх факультетів політехнічного інституту працювали у канікулярний час на будівництві Запорізької електростанції. Хто відмовлявся, того відраховували з вишу.
Інакше склалася доля Дніпропетровського інституту інженерів транспорту (ДІІТ). Історію його окупаційної діяльності можна поділити на два етапи. Перший почався восени 1941 р., коли ДІІТ виник на базі колишнього Транспортного інституту — найпотужнішого навчального закладу України та найчисельнішого навчального закладу міста. Перед окупацією Транспортний інститут складався з п'ятьох факультетів: паротягового господарства, вагонного господарства, електросилового господарства, експлуатаційного та шляхобудівного. Інститут включав 32 науково-дослідні кафедри, 42 лабораторії та кабінети, в яких працювали 200 осіб науково-викладацького складу. Загальна чисельність студентів становила близько 3000 осіб. У новоствореному ДІІТ запрацювали чотири факультети: шляхобудівний факультет (завідувач професор, доктор наук Є. Клех), електротехнічний факультет (завідувач доцент Е. Бабинін), експлуатаційний факультет (завідувач доцент А. Соловйов), механічний факультет (завідувач доцент В. Кузнецов). ДІІТ готував інженерів-шляхобудівників, інженерів-механіків, інженерів-електриків та інженерів із експлуатації залізниць. Кількість студентів протягом 1941/42 н. р. коливалася у межах 100—193 осіб, що становило у середньому 6 % від кількості студентів, яких готував інститут до приходу нацистів. Кількість випущених спеціалістів була мізерною. У 1942 р. інститут закінчили та захистили дипломні роботи 15 студентів, серед яких 2 інженери-будівельники залізничного транспорту та 4 інженери-механіки залізничного транспорту. Отож, говорити про забезпеченість залізничної галузі інженерами за такої кількості випускників немає сенсу.
У інституті інженерів транспорту працювали 53 наукові працівники: 9 професорів, 24 доценти, 9 асистентів, 11 викладачів. Наукову роботу кафедр об'єднував науково-дослідний сектор. На утримання ДІІТ у першому кварталі 1942 р. витрачено 157 473 крб., із яких 138 723 крб. профінансовано обласною управою. Зі 100 студентів ДІІТ станом на січень 1942 р. тільки 2 були звільнені від оплати навчання.
У генеральній окрузі Дніпропетровськ наприкінці квітня 1942 р. відбулися деякі зміни у політиці німецької влади стосовно залізничної галузі, зумовлені провалом бліцкригу і необхідністю налагоджувати розгалужене залізничне сполучення між Німеччиною і Україною та всередині генеральних округ для постачання армії, вивезення з України сировини, загарбаного майна і людей. За цих обставин у місцевій пресі з'являються повідомлення про поступову заміну тимчасово відряджених німецьких залізничників постійними українськими. Єдиним в Україні вищим навчальним закладом, спроможним підготувати необхідних фахівців для залізниці, виявився Дніпропетровський інститут інженерів транспорту. Тому з 10 вересня 1942 р. ДІІТ удруге поновлює свою роботу. Його прикріпили до залізниці і з цього часу він перейшов на повне утримання німецького командування. У вересні 1942 р. інститут розгорнув вступну кампанію на 4 факультети, а з 1 жовтня 1942 р. розпочав навчання. На старші курси інституту зараховувалися колишні студенти ДІІТ та інших вузів згідно з документами про складені іспити. Зарахування на перший курс проводилося після конкурсних іспитів, до яких допускалися особи із закінченою середньою освітою. Навчання в інституті оголошувалося безплатним для всіх, хто взяв на себе письмове зобов'язання працювати після отримання диплому на залізничному транспорті. При інституті створювався цілий комплекс навчальних одиниць: залізничний технікум, короткотермінові курси з підготовки різних фахівців для залізниці та реміснича школа. На чотирьох факультетах транспортного інституту у 1942/43 н. р. навчалося близько 400 осіб. Завданням підготовчих курсів при інституті стало створення контингенту потенційних абітурієнтів, відсутнього через прогалину в середній ланці освіти. Підготовчі курси були платними. Навчання тривало з 12 січня до 1 серпня 1943 р. Навесні 1943 р. заняття проводилися у двох групах: одна — на базі 9 класів, а друга — на базі 8 класів. Із 1 червня 1943 р. мала запрацювати третя група — на базі 7 класів. Із 15 березня 1943 р. для допомоги студентам в їхній самостійній роботі було організовано консультації з усіх дисциплін інститутського курсу, які надавалися як у приміщенні інституту, так і у помешканнях викладачів, отже, навчання перевели знову на консультативний рівень. Проте цього разу ненадовго, бо вже 12 квітня заняття на всіх факультетах та курсах інституту, в тому числі й на підготовчих, поновилися. В липні 1943 р. випускники ДІІТ складали іспити та захищали дипломні роботи.
З 11 січня 1943 р. державна дирекція шляхів сполучення Дніпропетровська організувала при Дніпропетровському технікумі залізничного транспорту однорічні безплатні курси із сигналізації, централізації блокування та зв'язку. Групу складали 40 осіб, які закінчили 9 та 10 класів або вже були раніше студентами вишів, серед них — 10 дівчат. Під час вступу майбутні слухачі давали письмове зобов'язання працювати після закінчення курсів на залізниці.
Кожний дозволений німцями вищий навчальний заклад Дніпропетровська виконував для окупантів певний набір завдань, мав своє певне значення для полегшення їхнього панування, яке і визначало строк і масштаби його діяльності. Німецька окупаційна влада, дозволивши створити Дніпропетровський український державний університет, забезпечувала себе необхідною кількістю медиків, що допомагало боротися з епідеміями та підтримувати робочу силу у придатному для експлуатації стані. Крім цього, науковці університету своїми науковими дослідженнями показували окупантам потенційні можливості використання землі, флори, фауни, надр не лише генеральної округи Дніпропетровськ, а й усієї України. Співробітники університету проводили для німецької влади необхідні досліди, аналізи, укладали словники та висвітлювали історію використання українцями німецьких законів. Щодо Дніпропетровського інституту інженерів транспорту, то з вересня 1942 р. він опиняється під особливим контролем німецької влади, фінансується нею та стає єдиним в Україні вищим навчальним закладом, який готує фахівців залізничної галузі. Науковці інституту працювали над розв'язанням ряду проблем, що мало на меті спростити, поліпшити та прискорити роботу залізничного транспорту.
Допустивши створення вищих навчальних закладів, німецька окупаційна адміністрація зуміла без зусиль виявити, перевірити на лояльність, згуртувати довкола дозволених вишів необхідну кількість науковців та з'ясувати, як саме можна використати у власних загарбницьких планах знання і дослідницькі праці кожного з них, а, головне, встановити над ними цілковитий контроль. Зусиллями науковців було зібрано і збережено обладнання та майно колишніх навчальних закладів. Було виявлено присутніх у генеральній окрузі Дніпропетровськ студентів старших курсів необхідних окупантам професій, яких за короткий строк «довчання», не докладаючи значних зусиль і коштів для підготовки, дипломували та влаштували на роботу за фахом.

## Наука
Від самого початку окупації генеральної округи Дніпропетровськ усе її наукове життя зосередилося в адміністративному центрі — Дніпропетровську. Саме тут лояльна до нової влади наукова інтелігенція розпочала свою роботу у Дніпропетровському українському державному університеті, Дніпропетровському політехнічному інституті, Дніпропетровському транспортному інституті та в науково-дослідних інститутах міста.
У липні 1942 р. генеральний комісаріат доручив Дніпропетровському українському державному університету укласти різні українські словники. Виш упорядив такі словники: великий тлумачний словник української мови, українсько-німецький та німецько-український. Крім цього, укладалася низка словників спеціальної лексики: психологічно-педагогічної термінології, хімічної, медичної, сільськогосподарської, математичної, фізичної тощо. Упорядниками словників були як філологи-спеціалісти, так і вчені інших галузей, зокрема професори І. Мороз, П. Зубенко, І. Розгін, В. Ващенко, І. Забарний, Д. Петров, Н. Мохов та інші. На доручення генерального комісаріату доцент кафедри історії О. Шарек вивчав питання застосування магдебурзького права в Україні.
43 науковці університету розробляли важливі для окупантів теми: М. Карлов — «Кам'яновугільна фауна задвір'я біля м. Лемберга» (працю планував закінчити 1 жовтня 1942 р. і опублікувати в Німеччині), професор біологічних наук О. Еліашевич — «Лікарська флора Південного Сходу України», доцент О. Дехтяренко — «Вплив стічних вод Гідролізного заводу на іхтіофауну Дніпропетровського водосховища», доцент О. Чорний — «Залізованадієві руди Криворіжжя», доцент О. Семенюта — «Фізико-географічний нарис м. Дніпропетровська та його околиць», О. Бондарєв — «Шкідники кормової системи каучукодійних рослин». Н. Сакун у березні-травні 1942 р. проводила аналітичну частину дослідження бурого вугілля м. Славгорода, а також хімічний аналіз ґрунтових вод і механічний аналіз ґрунтів із бурових свердловин з метою забезпечити постачання Дніпропетровську питної води.
Задля отримання найрізноманітнішої навчальної та методичної документації Дніпропетровський український державний університет намагався налагодити співпрацю з вищими навчальними закладами Німеччини. Посприяти в цьому прохали й Українську інформаційну службу у Берліні. Ректор Розгін просив надсилати йому видання вишів Німеччини та Українського інституту в Берліні.
У Дніпропетровському інституті інженерів транспорту найважче продовжувати наукові пошуки виявилося співробітникам кафедри фізики з огляду на відсутність необхідного обладнання для поставлення експерименту. Наприклад, доцент М. Левашевич, який у квітні 1941 р. розпочав дві наукові праці: одну — з вивчення будови молекул за допомогою променів рентгена, а другу — з дослідження зв'язку між будовою органічних речовин та їхньою здатністю до переохолодження, не мав змоги продовжувати експериментальні частини цих праць у 1941/42 н. р. через відсутність рентгенівської установки. Успіх написання праці доцента П. Линника про вплив електричного поля на в'язкість розчинів «ацетон—вода», «хлороформ—вода» та інших залежав від наявності необхідного електричного поля та чистого ацетону і хлороформу. У кращому становищі опинилися співробітники інших кафедр. Так, доцент Л. Єгоров з кафедри математики свою науково-дослідну роботу «Наближене обчислення подвійних і потрійних інтегралів» планував закінчити 31 грудня 1942 р., доцент В. Кузнецов із кафедри прикладної механіки та технології металів працю «Динамічні зусилля в вантажопідіймальних машинах за період гальмування» збирався завершити у жовтні 1942 р., доцент кафедри прикладної механіки та вантажно-підіймальних машин І. Тарасов свою роботу «Дослід неевольвентних профілів зубчатих коліс» — 15 листопада 1942 р., професор, доктор наук М. Ніколайчук із кафедри електромашин свою працю «Миттєве перевантаження синхронної трифазової машини та її стійкість проти випадання з синхронізму при раптовому навантаженні» — до грудня 1942 р. Крім цього, велися дослідження на такі теми: «Новий метод вирішення питання про елементарний склад палива» (дослідник — В. Мочалов), «Поздовжні та поперечні коливання залізничних потягів» (доцент В. Білий), «Опір рухомого складу від вітру та особливе значення його у справі руху потягів і боротьба з цим опором» (доцент Є. Ярмольчук), «Забезпечення безаварійної роботи на сортувальних гірках» (А. Соловйов), «Опорні пункти лінії зв'язку Кривбас—Донбас» (доцент І. Козлов).